# 미시시피 계획

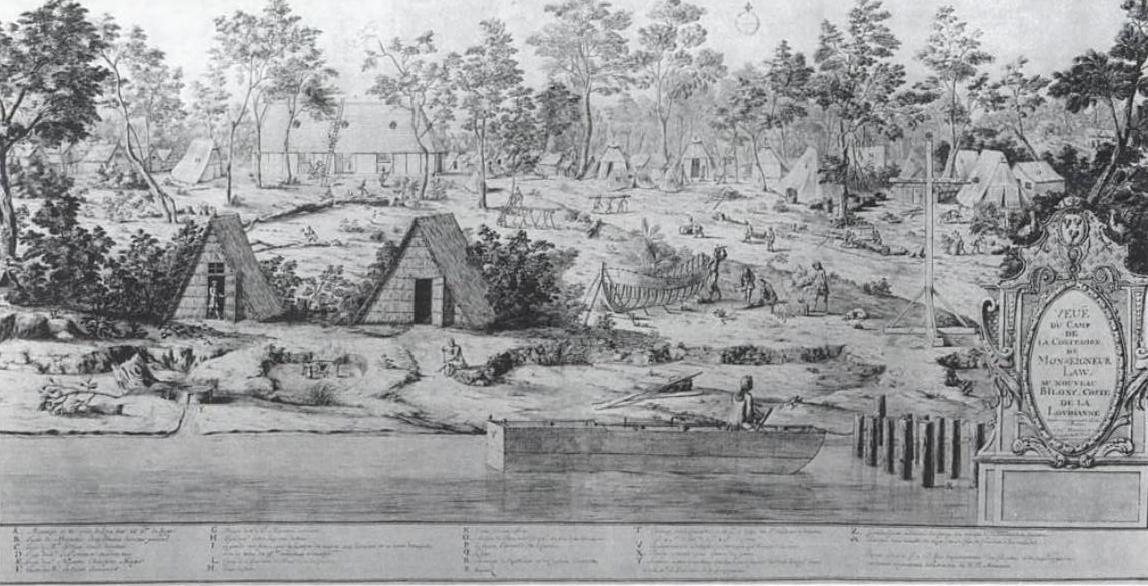
1720년 12월, 빌로옥시에 있는 존 로의 캠프

미시시피 계획(Compagnie du Mississippi)는 18세기 초반에 북미에 식민지를 건설한 프랑스가 세운 미시시피강 주변의 개발 무역 계획이다. 미시시피 회사라고도 한다. 프랑스에서 세워진 이 계획은 개발 거품을 일으킨 원인이 회사의 실적이 매우 나쁨에도 불구하고 발행 가격의 40배까지 주가가 폭등하는 사태를 초래했다. 프랑스의 미시시피 계획은 네덜란드의 튤립 버블와 영국의 남해 거품 사건과 근대 유럽의 3대 버블 경제의 비유로 알려져 있다.

## 개요
1717년 8월, 스코틀랜드의 사업가 존 로는 당시는 아무도 관심을 가지지 않던 미시시피 회사의 경영권을 획득하고 ‘서방회사’(Compagnie d' Occident)라고 이름을 고쳤다. 원래 존 로의 목표는 루이지애나 식민지 등 미시시피강 유역의 대부분을 포함한 북미의 프랑스 식민지와 무역에 있었다.
서방회사의 경영권을 확보하자 프랑스 정부는 북아메리카와 서인도 제도와의 무역에 대한 25년 독점권을 존 로에게 주었다. 1719년 서방회사는 동인도 회사, 중국 회사, 기타 프랑스 무역회사를 합병하여 〈인도회사〉(Compagnie des Indes 또는 Compagnie Perpétuelle des Indes)가 되었고, 또한 존 로가 종합은행(Banque Générale)으로 1716년 설립된 〈왕립 은행〉(Banque Royale)까지 소유하게 되었다.
존 로는 루이지애나의 부를 교묘한 마케팅 전략을 이용하여 선전했다. 그 결과 1719년 인도회사 주식에 대한 광풍이 불어닥쳤고, 투기 사고가 발생, 주가는 500 리브르에서 1만 5천 리브르까지 치솟았다. 그러나 1720년 여름에 급격한 신용경색이 일어났기 때문에, 1721년에는 다시 500 리브르까지 하락했다. 같은 해 루이 15세의 섭정 오를레앙 공작 필리프 2세는 존 로를 해임하고 로는 프랑스에서 잠적하여 외국으로 도망갔다.

## 정부 채무의 이전
미시시피 회사의 발행 주식의 양은 1720년 50만 주 정도였다. 즉 주가가 1만 5천 리브르로 당시 회사의 시가 평가액은 75억 리브르였다. 주가가 500 리브르까지 붕괴되자, 1721년 9월 시가 평가액은 2억 5천만 리브르까지 떨어졌다. 당시의 프랑스 정부의 세출 규모는 1억 5천만 리브르(1700년)로, 정부의 부채액은 16억 리브르(1719년)이었다.
정부와 존 로는 16억 리브르에 달하는 정부 부채의 모든 것을 회사의 주식으로 매점했다. 이 계획은 성공했다. 정부 부채의 채권자들은 채권이나 어음이 주식을 매입하고 1720년 정부의 총 부채인 채권은 이 회사의 자산으로 변환되었다. 이것은 원래 정부에 대한 채권자가 회사의 주주가 되었지만, 회사 경영은 정부에 의해 제어되고 있었다. 정부는 매년 3%인 4천 8백만 리브르의 이자를 지불했다. 이에 따라 정부는 수입의 10배(GDP의 약 2 ~ 4배)에 달하는 고액의 채무 상환을 일시적으로 모면하여 채무가 면제되는 상황이 되었다. 이 성공으로 주가는 상승하고, 그 후 1720년부터 1721년까지 이 회사의 시장에서 자본 조달이 파괴되었다.
영국에서 남해 거품 사건이 발생한 것도 이 시기이다. 영국은 5천 파운드에 달하는 정부 부채의 80%를 남해 회사가 떠안아, 프랑스 인도 회사(미시시피 회사)의 주가가 최고치를 기록했던 것보다 몇 달 후 1720년 8월, 주가가 최고가 1000 파운드까지 상승했다.

## 미시시피 회사
1721년 미시시피 회사는 파산했다. 그리고 조직을 재편하고, 1722년 사업을 재개했다. 1723년 다시 시작한 회사는 루이 15세로부터 새로운 권한을 부여 받았다. 주요 권한은 담배와 커피의 특허 및 국가가 발행하는 복권을 발행할 수 있는 권리였다. 이 회사에 대해 금융 시장이 다시 활기를 보이며 주가와 채권은 상승하고, 자기 자본은 부풀어 올랐다.
1726년부터 1746년 사이에 해외 무역 사업과 국내 사업이 번성했다. 이에 따라 주요 항구였던 로리앙을 비롯해 보르도, 낭트, 마르세이유 등의 항구 도시도 번창했다. 이 시기에 서반구에 대한 무역권은 잃었지만, 동쪽과 무역 사업은 번영을 계속했다. 이 시기의 무역 품목은 중국에서 도자기, 벽지, 옻칠, 차, 중국과 인도의 실크 직물, 모카(예멘)에서 커피, 마헤(인도)에서 고추, 서아프리카에서 금, 상아, 노예 등이 있었다.
1746년 이후 프랑스 정부의 공공사업 확대 노선은 회사에 부담을 주게 되었고, 칠년전쟁(1756년 - 1763년)이 특히 큰 타격이 되었다. 1770년 2월 이 회사에 대해, 당시 3천만 리불에 걸친 모든 자산과 권리를 국가에 양도하는 명령을 내렸다. 또한 국왕은 회사의 모든 부채 상환과 이자지급을 약속했다. 이 회사는 1770년에 해산하고 지급은 1790년대까지 연기되었다.

## 같이 보기
- 존 로
- 남해 거품 사건
- 거품 경제
- 튤립 파동